# Carrie Mitchum
Carrie Mitchum (ur. 15 czerwca 1965 w Los Angeles) – amerykańska aktorka.
Pochodzi z rodziny o aktorskich tradycjach. Urodziła się jako córka Christophera Mitchuma, aktora, i jego żony Cindy. Dziadkiem Carrie ze strony ojca był aktor Robert Mitchum.
W 1993 roku poślubiła aktora Caspra Van Diena. Para rozwiodła się w 1997 roku. Mają dwoje dzieci.

## Filmografia
- 1987 -  Moda na sukces (The Bold and the Beautiful) jako Donna Logan (1987-1991, 1994, 1997, 2001)
- 1991 - Udręka milczenia (Dead Silence) jako Sunnie Haines
- 1996 - Łowca trzeciego wymiaru (Virtual Combat) jako Cathy
- 1997 - James Dean: Wyścig z przeznaczeniem (James Dean: Race with destiny) jako Pier Angeli